# Попув (Великопольське воєводство)
Попув (пол. Popów) — село в Польщі, у гміні Щитники Каліського повіту Великопольського воєводства.
Населення — 451 особа (2011).
У 1975-1998 роках село належало до Каліського воєводства.

## Демографія
Демографічна структура станом на 31 березня 2011 року:
|          | Загалом | Допрацездатний вік | Працездатний вік | Постпрацездатний вік |
| -------- | ------- | ------------------ | ---------------- | -------------------- |
| Чоловіки | 223     | 45                 | 150              | 28                   |
| Жінки    | 228     | 53                 | 132              | 43                   |
| Разом    | 451     | 98                 | 282              | 71                   |